# エア・ウォーター
エア・ウォーター株式会社（英: AIR WATER INC.）は、本社を大阪市に置く産業ガスメーカーである。2000年（平成12年）4月に大同ほくさん、共同酸素が合併して誕生した。産業ガス事業では大陽日酸、日本エア・リキードと並び、日本での3大産業ガスメーカーの一つである。
大同ほくさんは本来、元ビジネスパートナーである米国企業エアプロダクツ・グループと住友グループ系金融機関（住友信託銀行、三井住友銀行)、北海道の地方銀行（北洋銀行、北海道銀行）、大阪ガス系を中心とした民間系の混合。一方の共同酸素は元・住友金属工業系であり住友グループ広報委員会に参加していた。

## 事業概要
積極的なM&Aによる事業の多角化と強化拡大が特色。医療や農業食品など最終消費者に近い経営、商材も取り扱っているのも特色である。
- 産業ガス関連事業(21.9%)

産業ガス、ガス発生装置、ガスアプリケーション機器
- 医療関連事業（22.0%）

受託滅菌、SPD（院内物流管理）、病院設備工事、医療機器、医療ガスなど
- ケミカル関連事業（4.4%）

基礎化学品、炭素材、タール蒸留品など
- 農業・食品関連事業（15.7%）

ハム・ソーセージのデリカテッセン、冷凍食品、農産物、飲料、菓子など
- エネルギー関連事業（6.9%）

LPガス、灯油、天然ガスなど
- 物流関連事業（6.6%）

物流、流通倉庫、車体架装など
- 海水関連事業（5.2%）

業務用塩、人工海水
- その他の事業（17.3%）

防災・減災、エコロッカ（人工再生木材）、マグネシア事業、エアゾール事業、Oリング事業など
※（  ）内は事業別売上高構成比

## 沿革

### ほくさん
- 1929年（昭和4年）9月：酸素の製造・販売を目的として、北海道札幌市白石区菊水5条2丁目17号に北海酸素株式会社を設立（資本金15万円) 。
- 1952年（昭和27年）12月：溶解アセチレンの製造・販売を開始。
- 1955年（昭和30年）12月：LPガスの販売を開始。
- 1966年（昭和41年）8月：商号を株式会社ほくさんに変更。
- 1967年（昭和42年）
  - 4月：札幌市中央区北3条西1丁目2番地に本店を移転。
  - 5月：北海道室蘭市に酸素オンサイトプラントを建設。
- 1979年（昭和54年）9月：東京証券取引所市場第一部に株式を上場。
- 1981年（昭和56年）3月：冷凍食品の製造・販売を開始。
- 1993年（平成5年）4月：大同酸素と合併（ほくさんが存続会社）。

### 大同酸素
- 1933年（昭和8年）3月：酸素の製造・販売を目的として、大阪府大阪市西成区津守町67番地に大同酸素株式会社を設立（資本金30万円) 。
- 1944年（昭和19年）6月：大阪府堺市に堺工場を建設。
- 1961年（昭和36年）9月：東京証券取引所市場第一部に株式を上場。
- 1983年（昭和58年）10月：米国エア・プロダクツ・アンド・ケミカルズ・インコーポレーテッドと資本提携並びに技術援助契約を締結。
- 1991年（平成3年）4月：近畿冷熱（現 大阪ガスリキッド）との共同出資によりクリオ・エアーを設立（現在は持分法適用関連会社）。
- 1993年（平成5年）4月：ほくさんを存続会社として合併。

### 大同ほくさん
- 1993年（平成5年）
  - 4月：株式会社ほくさんを存続会社とし、大同酸素株式会社と合併し、商号を大同ほくさん株式会社に変更。大阪証券取引所市場第一部、名古屋証券取引所市場第一部に株式を上場。
  - 9月：北海道千歳市に窒素製造工場を建設。
- 1995年（平成7年）12月：栃木県宇都宮市に酸素・窒素等の製造工場を建設。
- 1997年（平成9年）
  - 1月：米国エア・プロダクツ・アンド・ケミカルズ・インコーポレーテッドとの共同出資により、大同エアプロダクツ・エレクトロニクスを設立。
  - 9月：タテホ化学工業（元 大証（現 東証）1部上場企業、現在は連結子会社）の第三者割当増資を引受け。

### 共同酸素
- 1962年（昭和37年）
  - 2月：酸素・窒素の製造販売を目的として、和歌山県和歌山市に共同酸素株式会社を設立。（資本金1億円）
  - 3月： 和歌山県和歌山市に和歌山工場（日本製鉄関西製鉄所和歌山地区内）を、福岡県小倉市（現・北九州市小倉北区）に小倉工場（日本製鉄九州製鉄所八幡地区(小倉)内）をそれぞれ開設。
  - 9月：酸素・窒素の製造販売を開始。
- 1968年（昭和43年）1月：茨城県鹿島郡鹿島町（現・茨城県鹿嶋市）に鹿島工場（現・日本製鉄東日本製鉄所鹿島地区内）を開設。
- 1991年（平成3年）7月：本店を大阪市中央区に移転。
- 1996年（平成8年）1月：大阪証券取引所市場（現在の東京証券取引所）第二部に上場。
- 1996年（平成8年）5月：大同ほくさんと業務提携。
- 2000年（平成12年）4月：大同ほくさんを存続会社として合併。

### エア・ウォーター
- 2000年（平成12年）4月：大同ほくさんを存続会社とし、共同酸素と合併し、商号をエア・ウォーターに変更。
- 2002年（平成14年）9月：住金ケミカルに資本参加。
- 2003年（平成15年）
  - 6月：名古屋証券取引所市場第一部上場廃止。
  - 10月：川重防災工業（現 エア・ウォーター防災）に資本参加（現在は連結子会社）。
  - 10月：東京エアゾル化学を存続会社にエー・ダブリュー・アイ・ゾルおよび近畿エアゾル工業と合併し、エア・ウォーター・ゾルを設立（現在は連結子会社）。
- 2006年（平成18年）
  - 2月：タテホ化学工業を株式交換により完全子会社化。
  - 4月：エア・ウォーター・ケミカル（旧 住金ケミカル株式会社）並びにエア・ウォーター・ベルパールと合併し、ケミカル事業部を設置。
- 2007年（平成19年）
  - 8月：エア・ウォーター防災を株式交換により完全子会社化。
  - 9月：日本海水に資本参加（現在は連結子会社）。
  - 10月：長野県松本市に総合開発研究所を開設。
- 2009年（平成21年）5月：相模ハムに資本参加。
- 2012年（平成24年）
  - 3月：相模ハムを株式交換により完全子会社化（春雪さぶーる株式会社に合併）。相模ハムの販売子会社である相模ハム販売が相模ハムの名称を継承。
  - 9月：ゴールドパックを完全子会社化（現在は連結子会社）。
- 2015年（平成27年）6月：東証二部上場  川崎化成工業に資本参加。
- 2016年（平成28年）
  - 4月：大同エアプロダクツ・エレクトロニクス株式会社を吸収合併。
  - 8月：マルハニチロ北日本（マルハニチロ連結子会社）から十勝工場を分割買収し、エア・ウォーター十勝食品を設立。
  - 9月：大山ハム株式会社を日清製粉グループから買収し子会社化。
  - 10月：TOKYO PRO Market 上場（現在はマザーズに上場替）の歯愛メディカルに資本参加。菓子・デザート、洋菓子類の製造卸販売を手掛けるプレシアを完全子会社化。
  - 12月：東証二部上場の川本産業をTOBにて50.11％の株式を取得し、子会社化。
- 2018年（平成30年）2月・5月：川崎化成工業をTOB及び株式売渡請求により完全子会社化（現在は連結子会社）。
- 2019年（令和元年）6月26日：登記上本店を札幌事業所から大阪本社に変更[2]。
- 2023年（令和5年）9月13日：北大阪健康医療都市にウェルネス分野の新事業拠点「エア・ウォーター健都」を開所[4]。

## 主要関係会社
- エア・ウォーター防災（旧・川重防災工業、元川崎重工系）
- エア・ウォーター・メディカル (元テルモ系、2022年に社名を「株式会社医器研」から「エア・ウォーター・メディカル株式会社」に変更）)
- エア・ウォーターメディエイチ（旧ヘルスケアーテック、元伊藤忠商事系）とエア・ウォーターの地域事業会社の滅菌事業を統合
- エア・ウォーター・ライフサポート
- エア・ウォーター・ハイドロ（高圧ガス工業との合弁）
- エア・ウォーター炭酸（元三井化学、米プラックスエアとの合弁）
- エア・ウォーター・マテリアル（旧・井上喜、旧・阿部電材。井上喜は元三井物産子会社、阿部電材は独立系）
- エア・ウォーター・エレクトロニクス
- エア・ウォーター・メカトロニクス（2023年1月に社名変更。旧・日本パイオニクス）
- エア・ウォーター・リアライズ（旧三菱系、独立系を統合）
- エア・ウォーター薬化
- エア・ウォーター・プラントエンジニアリング（旧エア・ウォーター・メンテナンスを吸収合併）
- エア・ウォーターNV（エア・ウォーター株式会社から金属表面処理事業を分割して設立）
- エア・ウォーター・マッハ
- エア・ウォーター・エコロッカ
- エア・ウォーター物流
- エア・ウォーター・パフォーマンスケミカル（元三菱化学系の川崎化成工業と、大東化学、エア・ウォーターの電材事業部を統合し2021年に発足）
- 北海道車体
- 神鋼エア・ウォーター・クライオプラント（神戸製鋼所との共同事業会社）
- 神鋼エアーテック(上に同じ)
- 歯愛メディカル
- オリオン・ラドセーフメディカル（オリオン電機とラドセーフテクニカルサービスが合併[5]）
- ミサワ医科工業(旧斎藤医科工業を吸収合併)
- エムシー・サービス
- デンケン・ハイデンタル
- エア・ウォーター・リンク（旧・西村器械が旧・半田と合併）
- 川本産業
- 九州屋
- エア・ウォーターアグリ&フーズ（ハム事業は元雪印系、プレシアホールディングスと合併、プレシア等製菓会社を子会社化）
- 大山春雪さぶーる（エア・ウォーターアグリ&フーズの子会社）
- 日本海水（旧・新日本ソルトおよび赤穂海水、元旭化成系）、浦島海苔他子会社を吸収合併
- タテホ化学工業
- ゴールドパック（旧ニチロサンパックを吸収合併 元東急→丸紅、ニチロ系）
- AWアグリトラスト
- AWアグリフーズテクノ
- 日本ヘリウム（三井物産との合弁）
- 日本電熱（元・三井物産→タカラ系、MBOでの資本独立を経て子会社化）
- ホクエイ

## 製造拠点
- 千歳工場（北海道千歳市）
- 輪西工場（北海道室蘭市）
- 鹿島工場（茨城県鹿嶋市）
- 宇都宮工場（栃木県宇都宮市）
- 枚方工場（大阪府枚方市）
- 和歌山工場（和歌山県和歌山市）
- 加古川工場（兵庫県加古川市）
- 防府工場（山口県防府市）

## 地域事業会社
- エア・ウォーター北海道（札幌市中央区）
- エア・ウォーター東日本（東京都港区）
- エア・ウォーター西日本（大阪市中央区）

## 海外事業拠点[6]
- 中国・台湾
- 東南アジア
- インド
- 北米
- 南米
- ヨーロッパ